# UK Singles Chart
UK Singles Chart är den brittiska singellistan för musik från hela världen. Singelveckorna löper från söndag till lördag. Från 2005 omfattas även nedladdning, och från juli 2014 även Internetströmning.

## Historia
Den första singellistan publicerades den 14 november 1952 i New Musical Express. Första ettan på listan var Al Martinos "Here In My Heart". Från mars 1960 gjordes sammanställningen av tidningen Record Retailer. Den 13 februari 1969 tog British Market Research Bureau över sammanställningen av listan genom att på uppdrag av BBC och Record Retailer samla in data om skivförsäljningen från 250 skivaffärer. Från 1983 gjordes sammanställningen av Gallup och från 1994 av företaget Millward Brown. Den 1 juli 1998 tog Music Information Chart Services Ltd över sammanställningen. Den 1 oktober 2001 ändrades namnet till Official Charts Company.

## Rekord
Mest framgångsrika artist på listan är Elvis Presley med 21 förstaplaceringar med 18 olika låtar och totalt 80 veckor på listans förstaplats. Mest framgångsrika grupp är The Beatles med 17 singelettor och totalt 69 veckor på första plats. Paul McCartney har medverkat på 24 singlar som blivit etta på listan, och är därmed den som har flest förstaplaceringar. Mest framgångsrika kvinnlig artist är Madonna som (t.o.m 2008) haft 13 singelettor. Flest hits på listan har Cliff Richard som medverkat på 124 låtar som nått topp 40.
Flest listettor under samma år, fyra, har noterats av Elvis Presley (1961 och 1962), The Shadows (1963), The Beatles (1965) och Spice Girls (1997). Abba hade tre förstaplaceringar på listan 1976, vilket upprepats av bland andra Blondie (1980), All Saints (1998) och Lady Gaga (2009).
Flest veckor på första plats är Frankie Laine som 1953 toppade listan 18 veckor med "I Believe". Flest veckor i följd på första plats är Bryan Adams "(Everything I Do) I Do It For You" med 16 veckor 1991.
Längst tid på listan för en låt är My Way med Frank Sinatra som låg 75 veckor på topp 40 från april 1969 till september 1971, och sedan ytterligare 49 veckor på topp 75. Låten nådde dock aldrig högre än 5:e plats på listan. Frankie Goes to Hollywood låg 42 veckor på topp 40 med Relax 1983-1984, rekord för en grupp.
I juni 2022 gick Kate Bush upp på första plats med "Running Up That Hill", 37 år efter låtens utgivning, vilket är den längsta tid som det tagit för en låt att nå listans förstaplats. Bush slog då också rekord i att vara den äldsta kvinna som toppat listan och längst tid mellan förstaplaceringar, 44 år efter att "Wuthering Heights" toppat listan. De föregående rekorden för längst tid att nå första plats efter utgivning var "Last Christmas" med Wham! som på nyårsdagen år 2021 för första gången gick upp på listans förstaplats, 36 år efter sin utgivning, och Tony Christies "(Is This the Way to) Amarillo" som i mars 2005 blev etta på listan 33 år och fyra månader efter sin utgivning.
Äldsta person att nå första plats på listan är krigsveteranen Captain Tom Moore som i april 2020 toppade listan med välgörenhetssingeln "You'll Never Walk Alone", 99 år och 11 månader gammal.